# Списак сликара/Т
| Сликари: A Б В Г Д Ђ Е Ж З И Ј К Л Љ М Н Њ О П Р С Т Ћ У Ф Х Ц Ч Џ Ш |

## Та..
Иван Табаковић (1898—1977), српски сликар
Ројбен Там (рођен 1916), амерички сликар
Вилијам Тарнер (1775—1850), енглески сликар
Хенри Тенер (1859—1937), афричко амерички сликар
Антони Тапиес (рођен 1923), шпански сликар
Едмунд Чарлс Тарбел (1862—1928), амерички сликар
Томаж Татарчик (рођен 1947), пољски сликар
Давид Тениерс III (1638—1685), фламански сликар
Милош Тенковић српски сликар
Хендрик Тербриген (1588—1629), холандски сликар
Пијетро Теста (1617—1650), италијански сликар
Владимир Тетмајер (1861—1923), пољски сликар
Елен Теслеф (1869—1954), финска сликарка
Јан Тојнинк (1954—), белгијски сликар и песник

## Ти..
Вернер Тибке (1929—2004), немачки сликар
Ђовани Батиста Тијеполо (1696—1770), италијански сликар
Тинторето (1518—1594), италијански сликар
Јоже Тисникар (1928—1998), словеначки сликар
Жемс Тисо (1836—1902), француски сликар
Тицијан (1488—1576), италијански сликар

## То..
Стеван Тодоровић (сликар) (1832—1925), српски сликар
Алма Томас (1894—1978), афричко америчка сликарка
Јозеф Томинк (1790—1866), сликар
Едвард Х. Томпсон (1879—1949), енглески сликар
Роберт Томпсон (1937—1966), амерички сликар
Том Томпсон (1877—1917), канадски сликар
ЦА. Томсен (1847—1912), дански сликар
Вилијам Тон (1906—2000), амерички сликар
Марк Тоби (1890—1976), амерички сликар
Анри де Тулуз-Лотрек (1864—1901), француски сликар

## Тр..
Фран Тратник (1881—1957), словеначки цртач и сликар
Бил Трејлор (1854—1947), амерички сликар
Јан Трицијус (1750—1814), пољски сликар
Винсенти Тројановски (1859—1928), пољски сликар
Василиј Андрејевич Тропинјин (1776—1857), руски сликар
Клови Труј (1889—1975), француски сликар
Марјан Тршар (рођен 1922), словеначки сликар и графичар

## Ту..
Жорж де Латур (1593—1652), француски сликар
Лориц Туксен (1853—1927), дански сликар
Лик Тујманс (рођен 1958), белгијски сликар
Су Твомбли (рођен 1928), амерички сликар, скулптор
Барбара Тајсон-Мозли (рођена 1950), америчка сликарка
| Сликари: A Б В Г Д Ђ Е Ж З И Ј К Л Љ М Н Њ О П Р С Т Ћ У Ф Х Ц Ч Џ Ш |